# ووركرافت 3: ذا فروزن ثرون
ووركرافت 3: ذا فروزن ثرون ؛ وور كرافت 3: العرش المُجمّد (Warcraft III: The Frozen Throne) هي حزمة التوسعة للعبة وور كرافت 3: عهد الفوضى، وهي لعبة فيديو إستراتيجية في الوقت الحقيقي من بليزارد إنترتينمنت. تم إصداره في جميع أنحاء العالم في 1 يوليو 2003 لنظام التشغيل مايكروسوفت ويندوز ماك أو إس. يبني ذا فروزن ثرون على قصة عهد من الفوضى ويصور الأحداث بعد انتهاء اللعبة الرئيسية. يتكشف اللاعب الفردي من منظور بطلين جديدين - ناظر العفريت الليلي ماييف شادوسونج وأمير قزم الدم كاييل ثاس - بالإضافة إلى البطل العائد أرثاس مينيثيل. بالإضافة إلى ذلك، يحتوي التوسيع على الفصل الأول لحملة جماعية منفصلة مستقلة عن القصة الرئيسية مع إصدار بليزارد للفعلين الثاني والثالث عبر التصحيح في ديسمبر 2003، مع الأخذ في الاعتبار ملاحظات اللاعبين من الفصل الأول عند تطوير هذه الفصول.
يضيف التوسيع وحدات ومباني وأبطالًا جديدة لكل فصيل، وسباقين إضافيين جديدين، وخمسة أبطال محايدين (مع إضافة ثلاثة أبطال آخرين لاحقًا بواسطة التصحيحات) بالإضافة إلى عدد من التعديلات على طريقة اللعب والموازنة. تم إعادة الوحدات البحرية التي كانت غائبة في عهد الفوضى. تم توسيع اللعبة متعددة اللاعبين المدعومة من Battle.net بإضافة العشائر والبطولات الآلية والخرائط الجديدة والسيناريوهات المخصصة.
بدأ التطوير في أكتوبر 2002، بعد وقت قصير من إصدار اللعبة الرئيسية وتم الإعلان عن التوسع في 22 يناير 2003. سمحت الاختبارات التجريبية العامة لـ 20000 لاعب على دفعتين بتجربة الميزات الجديدة. يستمر الدعم حتى بعد الإصدار، مع إضافة بليزارد لمحتوى جديد وتغييرات موازنة بالإضافة إلى دعم الأجهزة الأحدث.
تلقى ذا فروزن ثرون مراجعات إيجابية بشكل عام من النقاد. أشاد معظم المراجعين بتصميم المهمة لحملة اللاعب الفردي للانحراف الإيجابي عن صيغة اللعبة الإستراتيجية القياسية في الوقت الفعلي. كان تصميم الوحدات الجديدة وصوتها يعتبر مناسبًا بشكل عام، على الرغم من أن بعض النقاد تحسروا على الرسومات وبعض التمثيل الصوتي. بحلول 15 أغسطس 2003، باعت أكثر من مليون نسخة.

## اللعب
ووركرافت 3: ذا فروزن ثرون هي لعبة فيديو إستراتيجية في الوقت الحقيقي تضع اللاعبين في السيطرة على مجموعة من الوحدات والمباني من أجل تحقيق مجموعة متنوعة من الأهداف. تعمل التوسعة على ضبط أسلوب اللعب في اللعبة الرئيسية بدلاً من تغييرها. تم زيادة الحد من الغذاء ومتطلبات الصيانة، التي شكلت عقوبة على كسب الموارد عندما كان عدد كبير جدًا من الوحدات نشطة في نفس الوقت، زيادة طفيفة، مما أدى إلى القدرة على تعبئة قوى أكبر إلى حد ما وأكثر قوة. تم تخفيض تكلفة المباني أيضًا، مما يتيح بدء اللعبة بشكل أسرع. تم تجديد نظام نوع الأسلحة والدروع بالكامل وتم تغيير أنواع الأسلحة أو الدروع الخاصة بالعديد من الوحدات، كما أن أنواع الأسلحة فعالة وغير فعالة ضد أنواع الدروع المختلفة مقارنةً بعهد الفوضى. تعمل التغييرات في تكاليف البناء وإضافة هياكل دفاعية جديدة للعبة المبكرة على ردع تكتيكات اللعبة المبكرة التي اعتمدت على اندفاع العدو بوحدات البطل. بالإضافة إلى عناصر الكنز الموجودة في اللعبة الرئيسية، سيترك الأعداء الآن أيضًا «الأحرف الرونية» عند الهزيمة والتي يمكن استخدامها لتجديد الصحة أو المانا. بالإضافة إلى ذلك، أعاد ذا فروزن ثرون تقديم المعارك البحرية، والتي ظهرت سابقًا في علب 2: مد والجزر الظلام وتوسعها، ولكنها غائبة تمامًا تقريبًا في علب الثالث.
لكل فصيل، يضيف ذا فروزن ثرون العديد من الوحدات والمباني الجديدة، بما في ذلك متجر يتحكم فيه اللاعب، وبطل جديد واحد، وهو نوع من الوحدات القوية التي لا يمكن تجنيدها إلا مرة واحدة لكل فصيل. لاستكمال المتجر الجديد، يمكن ترقية الوحدات العادية لحمل العناصر. كما تم إضافة فصيلين جديدين هما النجا والدريني. تتميز النجا في جميع الحملات الأربع ولها مباني إنتاج ودفاع خاصة بها بالإضافة إلى وحدات فريدة بمهارات منفصلة. بينما يكون الأعداء في بعض مهام اللاعب الفردي، يمكن للاعبين التحكم بهم في مهام أخرى. من ناحية أخرى، تم العثور على درايني فقط في إحدى الحملات وتصنفها بليزارد على أنها تزحف، أي الوحدات المحايدة التي تهاجم جميع الأطراف بالتساوي. أضاف التوسيع أيضًا خمس وحدات بطل محايد، يظهر بعضها في حملات اللاعب الفردي. يمكن استخدام الأبطال المحايدين في خرائط المشاجرة عبر حانة، وهو مبنى محايد يستخدم لتوظيفهم. يمكن للحانة أيضًا إحياء أي بطل سقط على الفور، مع زيادة تكلفة الموارد وانخفاض الصحة ومانا للبطل الذي تم إحيائه.
تم إعطاء مهام اللاعب الفردي أهدافًا أكثر تنوعًا، بدءًا من التحكم في جيوش متعددة في نفس الوقت إلى إجبار اللاعبين على الاكتفاء بعدد محدود فقط من الوحدات. على عكس ألعاب علب السابقة، لم تقم بليزارد بتضمين العفاريت في الحملة الرئيسية. بدلاً من ذلك، قررت بليزارد إنشاء حملة تعتمد على لعبة فيديو تقمص الأدوار تركز على التحكم في بطل واحد أو عدة أبطال على شبكة من الخرائط المترابطة. على هذا النحو، فإن بناء القاعدة وجمع الموارد وتدريب الوحدة غائبان عن معظم الحملة بينما يمكن رفع مستوى الأبطال إلى ما بعد الحد العادي ذي المستويات العشرة. تحتوي حملة الحشد على ما يقرب من 40 عنصرًا تم إنشاؤها خصيصًا لها. تضيف كلتا الحملتين مجتمعين ما يقرب من 40 ساعة من اللعب الجديد.
عند اللعب ضد الحاسوب على خريطة مخصصة، يمكن للاعبين الآن تحديد مستوى الصعوبة لخصم الحاسوب. تم توسيع جانب تعدد اللاعبين من خلال تنفيذ العشائر والبطولات الآلية التي تتضمن مهلة زمنية صارمة مدتها 30 دقيقة. أضاف أيضًا القدرة على الدردشة مع الآخرين أثناء انتظار اللعبة. تتضمن التوسعة 62 خريطة جديدة متعددة اللاعبين وسيناريوهات مخصصة بناءً على التعديلات الشائعة وتسمح بما يصل إلى اثني عشر لاعبًا في نفس الوقت. إذا غادر أحد الحلفاء اللعبة، فستظهر موارده الآن في نافذة منفصلة ويمكن نقلها.
يتضمن ذا فروزن ثرون أيضًا نسخة محسّنة من برنامج محرر العالم الذي يمكن استخدامه لإنشاء خرائط وسيناريوهات مخصصة للعب ضد الحاسوب أو لاعبين آخرين. يسمح المحرر العالمي المحسن للمستخدم بالقيام بمزيد من العمل المخصص فيما يتعلق بمهارات التحرير، وتوفير المزيد من الوظائف في المشغلات، والوحدات الجديدة، والمزيد من إعدادات الخرائط العالمية، وثلاث مجموعات تجانب جديدة للعمل معها. يمكن للمنشئين الآن ربط خرائط متعددة معًا وجعل الأحداث على خريطة واحدة تؤثر على خريطة أخرى. تم تصميم حملة الحشد خصيصًا بهدف عرض ما يمكن للمحرر العالمي الجديد القيام به. في حين أن بليزارد لا تدعم محرر العالم رسميًا، فإن إصدار ذا فروزن ثرون يوفر المزيد من الخيارات والوثائق.

## المُلخص

### الإعدادات والشخصيات
تجري أحداث ذا فروزن ثرون في عالم خيالي لأزيروث. في اللعبة الرئيسية، أفسد بالادين أرثاس مينيثيل من قبل ليش الملك نيرزنول، ساحر أوندد عالق في الجليد (الاسم الفخري «العرش المجمد»)، وأصبح ملازمًا له. غزا أرثاس مملكة الجان العليا وقتل قائدها، سيلفاناس ويندرنر، الذي أقامه لخدمته. ثم مهد الطريق لغزو الفيلق المحترق - قوة شيطانية من عالم آخر - والذي هُزم في النهاية من قبل تحالف من الجان والبشر والعفاريت. في الأحداث التي سبقت الانتصار على الفيلق، أطلق زعيم ليلة العفريت تايران ويسبرويند سراح إليدان ستورمراج المسجون. ومع ذلك، استهلك إليدان بقايا شيطانية، وأصبح نصف شيطان بنفسه، وتم طرده. بعد هزيمة الفيلق المحترق، اتصل كيلجايدن بإليدان، أحد أسياد الفيلق المتبقين، الذي يكلفه بتدمير ليتش كينج المتمرد.
تقدم التوسعة فصائل جديدة إلى عالم اللعبة: الجان الدم، الجان السابقون الذين يعانون الآن من إدمان السحر، النجا، تحولت الجان الليل سابقًا، ودرايني، السكان الأصليون لدرينور، عالم شركة مصفاة نفط عمان المعروف الآن باسم الخارج. يتبع ذا فروزن ثرون سعي مأمور ليلة إلف ماييف ماسسونغ لاستعادة العفريت المنشق إليدان ستورمراج، صراع أمير قزم الدم كالثاس مع التحالف والخدمة اللاحقة لإليدان، محاولة أرثاس لإنقاذ الملك ليتش من هجوم إليدان، ومعركة سيلفاناس ويندرنر ضد الفيلق المحترق. حملة الحشد منفصلة عن الثلاثة الأخرى، كونها قصة قائمة بذاتها وتستخدم المزيد من آليات لعب الأدوار على ميكانيكا الألعاب الإستراتيجية في الوقت الفعلي. تؤرخ الحملة الأيام الأولى لمملكة الحشد المنشأة حديثًا من منظور بطل الوحش ريككسار.

### القطعة
يلاحق ماييف شادوسونغ الهارب إليدان إلى مجموعة من الجزر. هناك، وجدت أن إليدان قد تحالف مع النجا وحصل على قطعة أثرية تسمى عين سارجيراس، مما أجبر ماييف على استدعاء شقيق إيليدان مالفوريون ستورمراج وتيراندي زوجة مالفوريون للمساعدة. يهرب إليدان بالعين إلى مملكة لورديرون. عندما جرف نهر تيراند بعيدًا أثناء مساعدة مجموعة من الجان الدم بقيادة الأمير كالثاس، يقنع ماييف مالفوريون أنها ماتت للحفاظ على سعيهم وراء إليدان. يأسرون إليدان ويدمرون العين، والتي يكشف إليدان أنه كان يستخدمها لتدمير ملك ليش. عندما أخبره كالثاس أن تيراند ربما لا يزال على قيد الحياة، فإنه يستخدم النجا لمساعدة مالفوريون في العثور عليها وإنقاذها. في الشكر، يعفو عنه مالفوريون عن جرائمه الماضية. مع استمرار السعي وراء ماييف، يهرب إليدان إلى كوكب دراينور.
في لورديرون، يتحالف الجان الدموي مع غاريثوس القائد البشري العنصري لقوات التحالف المتبقية. عندما يكون أميرهم كالثاس قادرًا فقط على إكمال عدد من المهام المهينة بمساعدة نجا إليدان، يسجن غاريثوس كالثاس وقواته بتهمة الخيانة. تنقذهم زعيمة نجا ليدي فاش وتقودهم إلى الخارج، حيث يتحدون مع إليدان، الذي يعد بإشباع إدمانهم على السحر. يجد كيلجادين، سيد إليدان، إليدان ويخطط لمعاقبته لفشله في تدمير ملك ليش، لكنه يقرر عدم القيام بذلك عندما يدعي إليدان أنه سافر إلى الخارج لتجنيد القوات لشن هجوم جديد.
يعود أرثاس إلى مناطق لورديرون التي يسيطر عليها الموتى الأحياء حيث ثلاثة اللورد موالين لقاعدة حرق فيلق. يخبرهم أرثاس بهزيمة الفيلق والتراجع قبل تتويج نفسه ملكًا. أثناء تطهير المملكة من فلول التحالف بمساعدة سيلفاناس ويندرنر، لاحظ أرثاس أن سلطاته قد تضاءلت. يتصل ملك ليش بشكل توارد خواطر أرثاس ويشرح أن فقدانه للسلطة نتيجة لهجمات إليدان، واستدعائه للدفاع عن العرش المجمد. يغادر أرثاس إلى نورثريند حيث، بمساعدة حلفاء ملك ليش، يهزم إليدان في مبارزة. حطم أرثاس جليد العرش وارتدى خوذة ملك ليش، وبالتالي انضم إلى أرواحهم وأصبح ملك ليش الجديد. في هذه الأثناء، في لورديرون، تم تحرير سيلفاناس من سيطرة ملك ليش. بمساعدة أحد اللوردات المحببة، فاريماثراس، قتلت الاثنين المتبقيين وغاريثوس وأعلن أن لوردارون منزل الأحرار، أعاد تسمية «منبوذ».
لم تمسها الأحداث في لورديرون ونورثريند، تبني حشد وارشيف ثرال مملكة جديدة تسمى دوروتار في قارة كاليمدور. تم تكليف ريككسار، وهو وحش نصف غول ومغامر، من قبل ثرال وسكان آخرين للمساعدة في بناء المملكة. يساعده روخان، صائد الظل القزم. يتعلم ريككسار أن البشر من جزيرة ثيرامور يخططون لغزو دوروتار، بقيادة الأدميرال دايلين بروودور، الذي لا يرغب في قبول الهدنة بين البشر والحشد. بمساعدة ابنة الأدميرال، جاينا برودمور، التي تعاني من الذنب، يقود هجومًا على ثيرامور، ويقتل الأدميرال، ويترك جينا في قيادة المدينة.

## التطوير
مباشرة بعد الإصدار، بدأت بليزارد في تبادل الأفكار للتوسع والتطور بدأ في أكتوبر 2002. تم الإعلان رسميًا عن العرش المجمد في 22 يناير 2003. مع النجاح السابق لستار كرافت: برود وور، كانت التوقعات عالية بالنسبة لبليزارد لإنشاء توسع آخر ينافس الأصل في الطول والمحتوى الجديد. كان التركيز الرئيسي عند تطوير التوسعة هو دراسة الطريقة التي يستخدم بها اللاعبون الأجناس والوحدات المختلفة من أجل تحديد المنطقة التي يحتاج كل سباق إلى تعزيزها، مما يؤدي إلى تطوير وحدات ونوبات جديدة لتلبية هذه المطالب. تتضمن الأمثلة إعطاء أورك طريقة منخفضة المستوى لمداواة الوحدات وإضافة وحدة بشرية يمكنها تعطيل أبراج العدو من الجو. عند تصميم الحملات، تم إنشاء المستويات مع وضع قدرات الأبطال الجدد في الاعتبار.
عرض بيل روبر من بليزارد لأول مرة معاينة للتوسع الجديد في فبراير 2003 قبل أن تظهر بليزارد حملة اللاعب الفردي لأول مرة في معرض الترفيه الإلكتروني 2003. كما سخر روبر من أن النجا سيتم تقديمه كسباق جديد، والذي لم يتم تضمينه في النهاية في التوسع النهائي. في 14 فبراير 2003، أعلنت بليزارد عن أول اختبار تجريبي للعبة، والذي أتاح لـ 10.000 لاعب فرصة لتجربة اللعبة. في 10 مارس 2003، تم اختيار 10000 لاعب إضافي للمشاركة في الاختبار التجريبي. في 1 أبريل 2003، سخرت بليزارد من أن باندارين سيصبح فصيلًا خامسًا في التوسع القادم وحتى أنشأت مدخلاً على الصفحة الرئيسية الرسمية يوضح بالتفصيل الأبطال والتاريخ والوحدات. في حين أن هذا كان مجرد مزحة متقنة ليوم كذبة أبريل، إلا أن التوسيع النهائي شمل باندارين بروماستر كأحد الأبطال المحايدين والذي يمكن أيضًا فتحه في لاعب واحد في مهمة سرية. في 29 مايو 2003، أعلنت بليزارد أن مجموعة التوسعة قد «ذهبت إلى الذهب». تم إصداره في جميع أنحاء العالم في 1 يوليو 2003.
استمرت بليزارد في دعم ذا فروزن ثرون بتصحيحات جديدة تعمل على إصلاح المشكلات وإضافة محتوى جديد، مثل إضافة بطل محايد إضافي في مايو 2004 واثنين آخرين في أغسطس 2004. شمل التوسيع أيضًا الفصل الأول فقط من حملة الحشد عند الإصدار مع الإصدارين الثاني والثالث الذي تم إصداره كجزء من التصحيح في ديسمبر 2003. سمح هذا لبليزارد بأخذ تعليقات المعجبين في الاعتبار عند إنشاء الفصلين التاليين من الحملة. تم إصدار العديد من التصحيحات للعبة، بما في ذلك التصحيح 1.21b، والذي سمح ببدء اللعبة بدون القرص المضغوط الرسمي. في أبريل 2018، دمجت بليزارد دعمًا مناسبًا للشاشة العريضة لأول مرة، بعد أكثر من 15 عامًا من الإصدار الأصلي للعبة.

## الإستقبال
| استقبال |        |
| --- | ------ |
| مجموع النقاط المجموع نقاط ميتاكريتيك 88/100 [ 30 ] نتائج المراجعة نشرة نقاط غيم إنفورمر 9/10 [ 6 ] غيم ريفولوشن B+ [ 31 ] غيم سبوت 9.2/10 [ 2 ] غيم سباي 88% [ 9 ] غيم زون 9.4/10 [ 32 ] آي جي إن 9.0/10 [ 7 ] بي سي غيمر (الولايات المتحدة) 83% [ 1 ] |        |
| مجموع النقاط |        |
| المجموع | نقاط   |
| ميتاكريتيك | 88/100 |
| نتائج المراجعة |        |
| نشرة | نقاط   |
| غيم إنفورمر | 9/10   |
| غيم ريفولوشن | B+     |
| غيم سبوت | 9.2/10 |
| غيم سباي | 88%    |
| غيم زون | 9.4/10 |
| آي جي إن | 9.0/10 |
| بي سي غيمر (الولايات المتحدة) | 83%    |

### استقبال نقدي
حصل ذا فروزن ثرون على تصنيف 88/100 من مجمع المراجعة ميتاكريتيك الذي يشير إلى مراجعات إيجابية بشكل عام من النقاد، مع مراجعة واحدة فقط أقل من 80.
أحب النقاد أن الوحدات والأبطال الجدد يتناسبون جيدًا بصريًا في عالم اللعبة الحالي وقارنوا جودة السينمائيين بشكل إيجابي بالسينمائيين المشهود لهم في اللعبة الرئيسية. لوحظ كل من التمثيل الصوتي والموسيقى الجديدة بشكل إيجابي من قبل المراجعين، على الرغم من أن شركة ألعاب إستراتيجية اون لاين لاحظت أن الموسيقى تكرر نفسها كثيرًا. على العكس من ذلك، اعتبر ألعاب الحاسوب أن المشاهد التي تستخدم الرسومات الموجودة في اللعبة مؤرخة ووصف التمثيل الصوتي «صبي الهواة». كما انتقد 4Players ولعبة المخبر الرسومات منخفضة الدقة. وجدت GameSpy أن معظم أصوات الوحدات ممتازة لكنها انتقدت أن صوت القزم بأكمله يبدو مثل «منبوذون من الراستافاريين».
تم اعتبار الأبطال والوحدات الجديدة على نطاق واسع مناسبين ومفيدة لتحسين التوازن من خلال إبطال بعض المجالات الإشكالية، مثل افتقار ليلة الجان لوحدات الخزان. أعجب تخيل شبكة الألعاب بشكل خاص النجا في كل من التصميم والمفهوم، لا سيما حقيقة أن لديهم مزاياهم الخاصة وقدراتهم السحرية. أشادت غيم ستار وألعاب الحاسوب بأن الآليات الجديدة للأعداء المهزومين الذين يتركون روني الصحة والمانا في مهام ذات وحدات محدودة تساعد على تجنب مراحل التجديد الضرورية سابقًا، مما يحسن تدفق اللعبة.
أشاد معظم المراجعين بمجموعة متنوعة من المهام في حملة اللاعب الفردي باعتبارها إنجازًا من رواية القصص والابتكار، خاصة أن صيغة «بناء القاعدة، وتجنيد الوحدات، وقتل العدو» لم تستخدم إلا في عدد قليل من المهام. حتى أن غيم سبوت أطلق عليها «سيناريوهات اللاعب الفردي الأكثر تصميمًا بمهارة» من أي لعبة إستراتيجية في الوقت الفعلي حتى ذلك التاريخ وقدرت كيف أن المهام المتنوعة لا تزال جميعها معقولة في سياق اللعبة. على الرغم من الثناء، أشارت المراجعات أيضًا إلى أن قصة التوسعة هي تراكم أكثر من الدقة عندما من المفترض أن تكون تتويجًا لقصة اللعبة الرئيسية. انتقد ألعاب الحاسوب أيضًا القصة باعتبارها طويلة جدًا بحيث لا تكون مثيرة للاهتمام، ورفض حملة قزم الليل باعتبارها غير ضرورية في الغالب. أحب العديد من المراجعين أيضًا خيار الحصول على حملة تخيل شبكة الألعاب منفصلة مع عناصرلعبة تقمص أدوار الخاصة بها، وشبه طريقة اللعب بسلسلة ديابلو بليزارد. على العكس من ذلك، وجد العديد من النقاد أيضًا أنه من المزعج عودة الأعداء في حملة الحشد، مما أجبر اللاعبين على إعادة نفس المعارك.
أشاد النقاد بخيارات تعدد اللاعبين المحسّنة والمناوشات، لا سيما مستويات الصعوبة الجديدة المختلفة للذكاء الاصطناعي والتحسينات متعددة اللاعبين مع العشائر والبطولات وعمليات البحث في الألعاب المرتبة. أكدت غيم سبوت أيضًا في مراجعتها أن العديد من أنواع الوحدات الجديدة تم تصميمها لمواجهة استراتيجيات معينة في اللعب الجماعي، بينما وجدت غيم سبوت أن الوحدات الجديدة التي تركز على مواجهة السحر تؤدي إلى لعبة متعددة اللاعبين أكثر مشاركة. رأت شركة ألعاب إستراتيجية اون لاين أن اللاعبين المتعددين «شعروا بالإحباط» لأنه يفتقر إلى بعض ميزات الحملة ولكنه اعترف بأن التحسينات التي تم إجراؤها كانت مهمة وعززت التجربة. مثل عدد من النقاد الآخرين، تحسرت شركة ألعاب إستراتيجية اون لاين على عدم إضافة النجا كسباق جديد للعب متعدد اللاعبين.

### المبيعات
كانت لعبة فروزن ثرون أكثر ألعاب الحاسوب مبيعًا في الأسابيع الثلاثة الأولى من يوليو 2003، وكانت أيضًا لعبة الحاسوب الأكثر مبيعًا في يونيو 2003 بسبب الطلبات المسبقة. باع التوسيع أكثر من مليون نسخة بحلول 15 أغسطس 2003. حصل ذا فروزن ثرون على جائزة المبيعات «الفضية» من جمعية ناشري برامج الترفيه والتسلية، مما يشير إلى مبيعات لا تقل عن 100.000 نسخة في المملكة المتحدة.

### الجوائز
وصفت مجلة ألعاب الفيديو الألمانية غيم ستار ذا فروزن ثرون بأنها أفضل وظيفة إضافية في تاريخ ألعاب الحاسوب، واعتبارًا من يوليو 2018 لم تحصل على درجة أخرى عالية مثل التوسع. رشح محررو عالم ألعاب الحاسوب ذا فروزن ثرون لجائزة «حزمة التوسع للعام» لعام 2003، لكنها خسرت أمام ساحة المعركة 1942: الأسلحة السرية للحرب العالمية الثانية. كما كان المركز الثاني لجائزة «توسيع العام» لمجلة مجلة ألعاب الحاسوب، والتي ذهبت في النهاية إلى فواصل: الأبراج المحصنة المفقودة في نورات. أطلق ذي إيج ذا فروزن ثرون على أنه أفضل حزمة توسع للحاسوب الشخصي لعام 2003، بينما أطلق عليها غيم سبوت لقب أفضل لعبة كمبيوتر في يوليو 2003.

## الميراث
تضع حملة حشد العرش المجمد الأساس لوورلد أوف ووركرافت مع استكشاف العديد من تصرفات اللاعب في الحملة لاحقًا في لعبة تقمص الأدوار كثيفة اللاعبين على الإنترنت. وبالمثل، فإن العناصر الأخرى التي تم تقديمها أو تجسيدها في التوسع أصبحت محورًا في توسعات وورلد أوف ووركرافت، مثل درايني والجان الدم بالإضافة إلى عالم الخارج في الحملة الصليبية المشتعلة، وسقوط وموت أرثاس مثل الملك ليش في غضب ملك ليش وباندارين العرق في ضباب بانداريا. في عام 2017، أصدرت بليزارد توسعًا في لعبة البطاقات الرقمية القابلة للتحصيل هيرث ستون بعنوان فرسان العرش المجمد والتي تحتوي، من بين تلميحات أخرى إلى ذا فروزن ثرون، على نسخة أوندد من ريكسسار الوحش. تمت إضافة غالبية الأبطال الذين يمكن لعبهم في التوسعة ذا فروزن ثرون، بما في ذلك خمسة أبطال محايدين، دورهم في ساحة المعركة متعددة اللاعبين عبر الإنترنت أبطال العاصفة. تظهر وحدة قزم الليل في التوسع، عملاق الجبل، كقائد في ساحة المعركة التي تحمل طابع علب.

## أُنظر أيضًا
- وور كرافت 3: عهد الفوضى

## روابط خارجية
- الموقع الرسمي